# Los Incas
I Los Incas, noti anche come Urubamba, sono un gruppo di musica popolare andina formatosi a Parigi nel 1956. Il musicista argentino Jorge Milchberg (nato il 5 settembre 1928 a Buenos Aires - morto il 20 agosto 2022 a Les Lilas) è accreditato come il fondatore del gruppo.
Raggiunsero notorietà e fama mondiale (soprattutto in America del Nord) per aver accompagnato il duo Simon & Garfunkel nella canzone El Cóndor Pasa (If I Could), inclusa nell'album Bridge over Troubled Water, tratta da una melodia composta nel 1913 dal peruviano Daniel Alomía Robles.
Hanno poi contribuito all'accompagnamento strumentale (flauto, charango e percussioni) nella canzone Duncan, presente nel primo album solista di Paul Simon. Nei primi anni settanta hanno partecipato con il nome di Urubamba a un tour, sempre con Paul Simon, apparendo nell'album dal vivo Paul Simon in Concert: Live Rhymin', in seguito hanno pubblicato un paio di album con il loro nuovo nome. Negli anni successivi sono tornati al loro nome originale di Los Incas e hanno pubblicato altri album per l'etichetta francese Buda Musique.

## Membri
- Jorge Milchberg - charango
- Rob Yaffee - violoncello
- Olivier Milchberg - chitarra, quena
- Lupe Vega - voce
- Juan Dalera - quena
- Moises Arnaiz - chitarra
- Jorge Transante - percussioni

## Discografia
- Chants et Danses d'Amérique Latine, 1956
- L'Amérique du Soleil, 1960
- Terres de Soleil, 1962
- Amérique Latine, 1964
- Special Danse (EP), 1965
- Bolivie, 1965
- Pérou, 1965
- Succés Originaux, 1967
- Le Rapace (EP), colonna sonora del film Il rapace, 1968
- Los Incas, 1968
- Inedits, 1969
- El Cóndor Pasa, 1970
- El Viento, 1971
- Special Danse (EP 2), 1972
- La Fiesta, 1973
- Urubamba (come Urubamba), 1974
- Río Abierto, 1977
- Faszination des Südens - Doppel Star (con Facio Santillan), 1981
- Un Pedazo de Infinito (come Urubamba), 1982
- Un Instant D'éternité (DKB 3363) 1986
- La Porte du Silence, 1990
- La Plume de l'Oeuf, 1991
- From the Other Side of the Volcano, 1992 (Probabilmente si tratta di un gruppo guatemalteco)
- Los Incas en Concert, 2000 (album live)
- El Último, 2002
- Salvados del Olvido, 2011